# Wereldomroep
Een wereldomroep of een internationale omroep is een radio-omroep die uitzendingen verzorgt voor luisteraars buiten het eigen land. Afhankelijk van het land en de financiële middelen waarover de omroep beschikt kan dit beperkt zijn tot het gebied rondom het land, maar veel grotere en rijkere landen beschikken over een omroep die over een groot deel van de wereld uitzendt.

## Doel
Wereldomroepen hebben vaak meerdere doelen. Een belangrijk doel is een dienst te verlenen aan mensen die ver van hun eigen land verblijven, zoals vakantiegangers maar ook expats en emigranten. Zo kunnen mensen die geen toegang hebben tot de normale media van hun land toch de ontwikkelingen van hun thuisland blijven volgen. Een ander belangrijk doel is het verspreiden van informatie over en de cultuur van het thuisland, ten behoeve van geïnteresseerde buitenlanders. Vaak worden door een wereldomroep uitzendingen in meerdere talen verzorgd, om zodoende een groter deel van de wereldbevolking te bereiken. In Europa is in de laatste jaren steeds meer een ontwikkeling in de richting van webradio te zien, waardoor een aantal landen zoals Groot-Brittannië, Zweden en Finland hun Europese radio-uitzendingen door de ether al gedeeltelijk of volledig hebben gestaakt. Ook in Nederland zijn flinke bezuinigingen doorgevoerd.
Ook het verspreiden van nieuws naar andere landen is van belang, zeker in situaties waarbij de politieke situatie in het eigen land dit anders niet toelaat. Tijdens de Koude Oorlog bijvoorbeeld luisterden veel mensen in Oostbloklanden naar westerse zenders als Radio Free Europe/Radio Liberty, omdat de media in hun eigen land censuur toepasten en daardoor niet altijd een betrouwbare bron van informatie waren. Ook in Nederland tijdens de Tweede Wereldoorlog was Radio Oranje een belangrijk instrument voor het verspreiden van informatie die door de nazi's werd onderdrukt. In Noord-Korea is om deze redenen het bezit van een kortegolfradio ten strengste verboden.
In zekere zin zijn deze functies tegenwoordig overgenomen door het Internet met zijn vele nieuwssites, encyclopedieën en sociale netwerken. Dit was bijvoorbeeld te zien tijdens de protesten in de Arabische wereld in 2011. Maar in veel landen waar internet nog geen gemeengoed is, blijft de wereldomroep via de radio van groot belang.

## Methoden

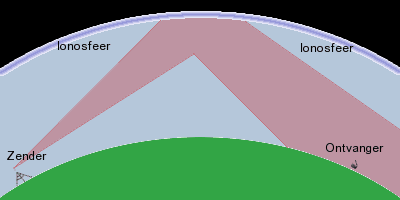
Principe van de korte golf

De korte golf is bij uitstek geschikt voor uitzendingen over lange afstanden. Bepaalde lagen in de ionosfeer hoog boven het aardoppervlak reflecteren namelijk kortegolfsignalen terug naar de Aarde, waardoor een grote afstand overbrugd wordt; de zogenaamde ruimtegolf. Op nog grotere afstanden kunnen zelfs meerdere weerkaatsingen tussen Aarde en ionosfeer voorkomen, waardoor radiozenders duizenden kilometers verder nog duidelijk te verstaan zijn. Het is daarbij geen uitzondering dat signalen uit Amerika nog in Europa te ontvangen zijn.
Ook de middengolf is in mindere mate geschikt voor internationale uitzendingen. De D-laag in de ionosfeer absorbeert gewoonlijk de middengolfsignalen en kortegolfsignalen tot ongeveer 10 MHz vanwege hun langere golflengte. Deze laag is echter alleen overdag aanwezig, en lost kort na zonsondergang op, waardoor reflectie ook voor deze golflengtes mogelijk wordt en dus ook ontvangst op langere afstanden. Radio Vlaanderen Internationaal maakte vroeger gebruik van de middengolf op 927 kHz, en tot voor kort was ook de BBC World Service in grote delen van Europa op 648 kHz te vinden.
Tegenwoordig zijn veel wereldomroepen overgeschakeld op satellietradio of webradio, en verzorgen zij geen uitzendingen meer door de ether. Het voordeel hiervan zijn de lagere kosten, omdat niet meer voor de vele zenders en hun energieverbruik betaald hoeft te worden. Het is echter dan niet meer mogelijk te luisteren in afgelegen gebieden of in gebieden waar geen internet is, tenzij er een satellietontvanger voorhanden is.

## Voorbeelden
- Radio Nederland Wereldomroep, de Nederlandse wereldomroep.
- Radio Vlaanderen Internationaal, de wereldomroep van de Vlaamse gemeenschap.
- BBC World Service, de Britse wereldomroep.
- Deutsche Welle, de Duitse wereldomroep.
- Radio France Internationale, de Franse wereldomroep.